# Hermann von Stengel (Staatssekretär)

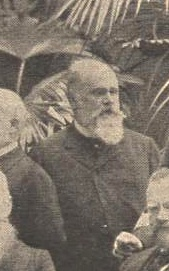
Hermann von Stengel im Bundesrat, 1900 (Ausschnitt aus Gruppenfoto)

Hermann Guido Leopold Freiherr von Stengel (* 19. Juli 1837 in Speyer; † 5. Mai 1919 in München) war ein bayerischer Verwaltungsbeamter, deutscher Politiker und Staatssekretär im Reichsschatzamt des Deutschen Kaiserreichs.

## Studium und berufliche Laufbahn
Er wurde als Sohn des Pfälzer Regierungspräsidenten Carl Albert Leopold von Stengel und der Julia Magdalena Catharina Franziska von Meyer geboren und am 21. Juli 1837 in Speyer getauft.
Nach dem Studium der Rechtswissenschaften trat er in den Staatsdienst des Königreichs Bayern. Er war 1874 Regierungsassessor in Würzburg. 1881 wurde er Ministerialrat und als solcher Stellvertretender Bevollmächtigter beim Bundesrat in Berlin. Dieses Amt übte er bis zu seiner Ernennung zum Staatsrat sechzehn Jahre aus.

## Staatssekretär im Reichsschatzamt und die Schwäche der Reichsfinanzen

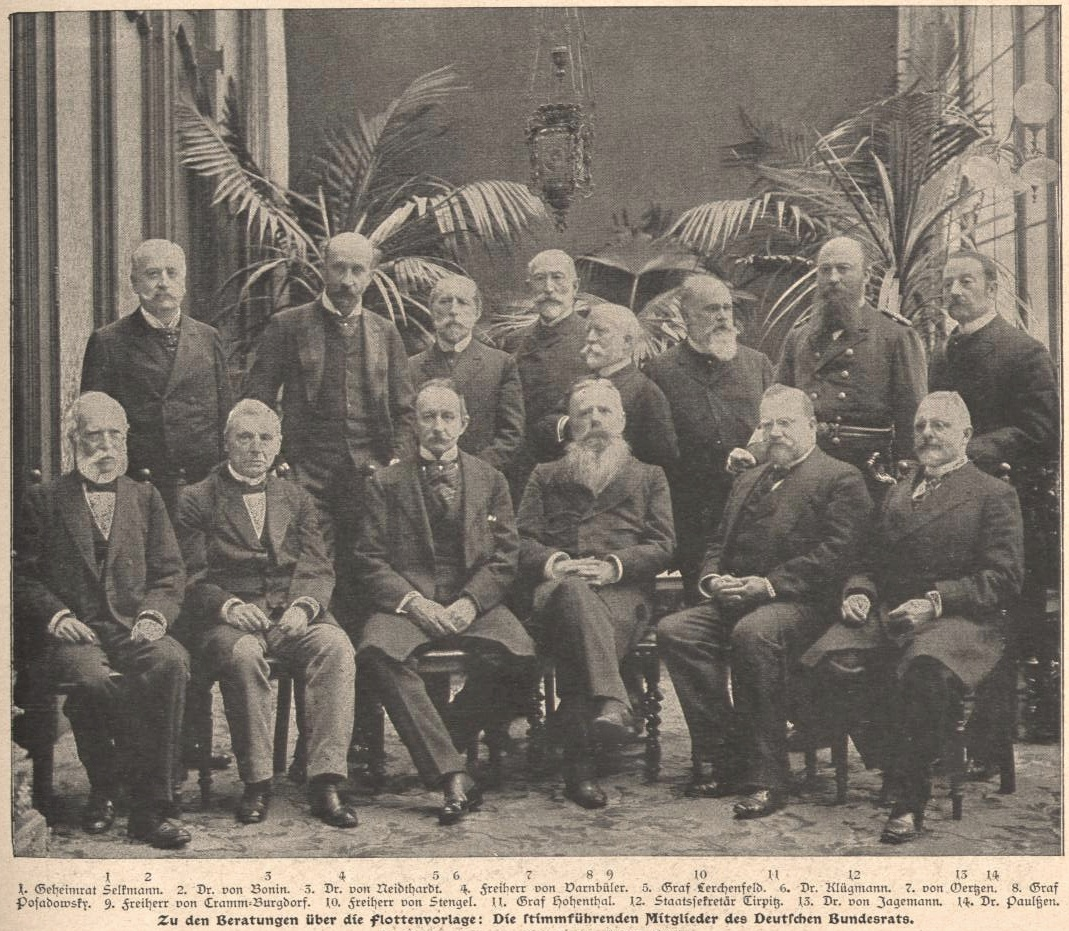
Gruppenfoto im Bundesrat, 1900 (Hermann von Stengel, Person Nr. 10)

Am 23. August 1903 wurde er dann als Nachfolger von Max Franz Guido von Thielmann Staatssekretär im Reichsschatzamt.
In den darauf folgenden Jahren kam es zunehmend zu einer Schwächung der Reichsfinanzen, die letztendlich zu einer strukturellen Dauerkrise wurde. Die Flottengesetze von 1898 und 1900 mussten finanziert, der Einsatz der deutschen Truppen während des Boxeraufstands in China bezahlt, die Heeresvermehrungen von 1893, 1899 und 1905 auf zuletzt 613.000 Mann Sollstärke während seiner Amtszeit und die Erhöhung der Militärpensionen gedeckt werden.
Bedrängt durch die ansteigenden Rüstungskosten entwickelte er 1906 nun eine Maßnahme, die die Systematik des bestehenden Föderalismus aushöhlte und forderte eine Reichserbschaftsteuer, dazu höhere Verbrauchsteuern. Allerdings konnten die Maßnahmen nicht gewünschten Erfolg erzielen, so dass die Reichsschuld von 3 Milliarden Mark im Jahr 1904 auf 4 Milliarden Mark 1908 anwuchs.
Am 20. Februar 1908 wurde er als Staatssekretär durch Reinhold von Sydow abgelöst.
Zur Familie siehe auch: Die Herren von Stengel

## Veröffentlichungen
- Die Grundentlastung in Bayern. Würzburg 1874